# Idas

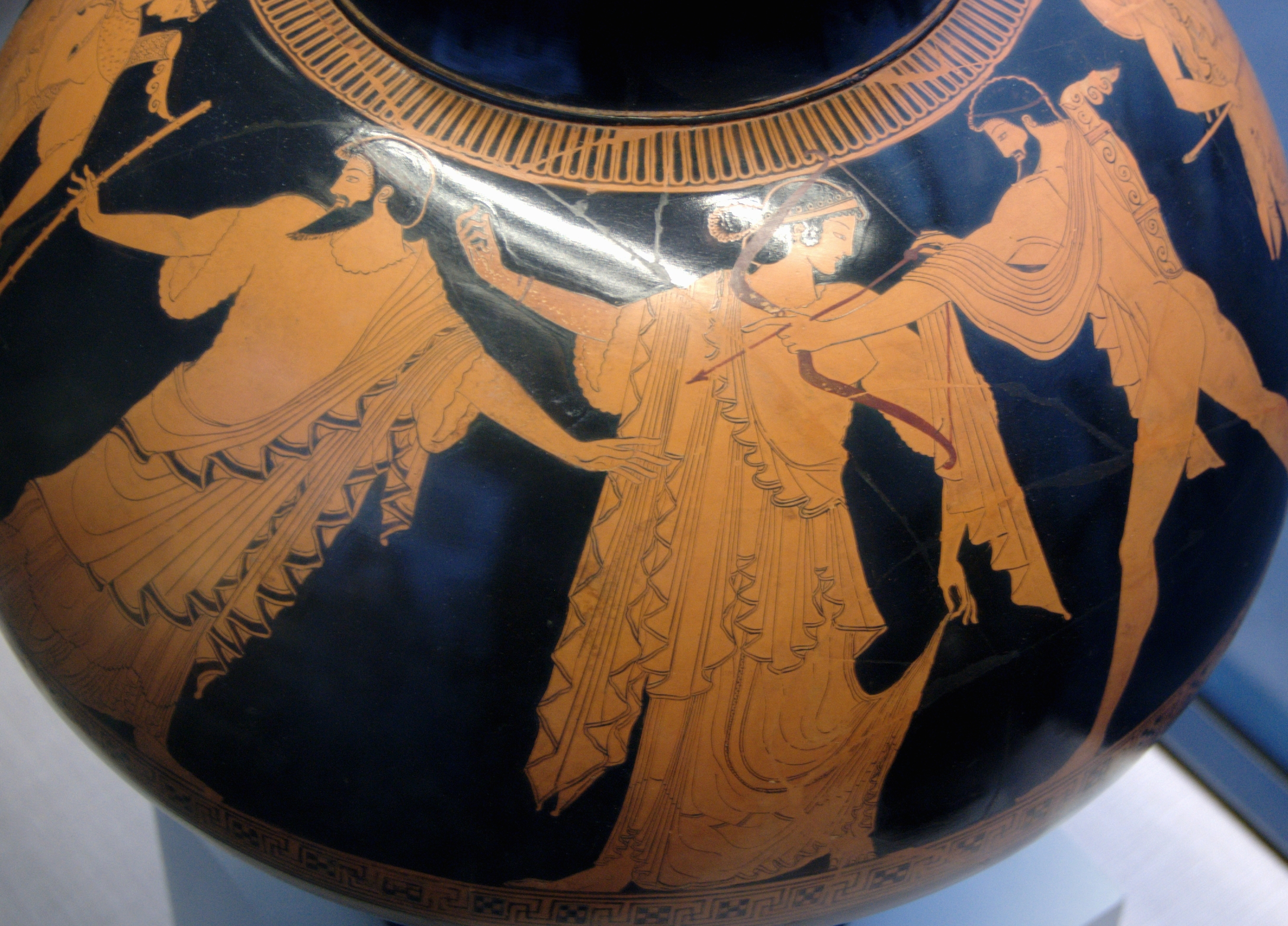
Psictero de figuras rojas (ca. 480 a. C.): Zeus separa de Apolo a Idas y Marpesa. Colección Estatal de Antigüedades (Staatliche Antikensammlungen) del Kunstareal (Múnich).

En la mitología griega, Idas (Ἴδας / Ídas) es hijo de Afareo y Arene, aunque en alguna ocasión se cita a Poseidón como su padre. Al ser hijo de Afareo, se conoce también a Idas con el apelativo de Afarida. Procedía de Mesenia, y tuvo dos hermanos: Linceo y Piso; Idas aparece asociado sobre todo con los mitos de Linceo. 
De Idas y Marpesa nació una hija, Cleopatra, que sería esposa de Meleagro.

## Expediciones
Idas participó junto a su hermano Linceo en la expedición de los argonautas, en la que mató al jabalí que había acabado con la vida del adivino Idmón en el país de los mariandinos.
Aparece en la lista de participantes en la cacería del jabalí de Calidón.
En otra ocasión luchó contra Teutrante, rey de Misia, para tratar de arrebatarle su reino, pero fue derrotado por Télefo, que acudió en ayuda del rey de Misia, en combate singular.

## Rapto de Marpesa
Idas raptó a Marpesa en un carro con alas que había recibido de Poseidón para casarse con ella. El padre de Marpesa, Eveno, no pudo alcanzarlo con su carro. Sin embargo, el dios Apolo, enamorado de Marpesa, se la arrebató a Idas. Zeus decidió resolver la disputa dejando que Marpesa eligiese a uno de los dos, y Marpesa decidió escoger a Idas porque temió que Apolo la abandonase cuando envejeciera ella.

## Los Afaridas contra losDioscuros
Junto a su hermano Linceo, rivalizaba con sus primos Cástor y Pólux, y su disputa con ellos fue la causa de su muerte. Se conocen varias versiones muy distintas de ello:
- En una versión, Idas y Linceo iban a casarse con sus primas Hilaíra y Febe, hijas de Leucipo, pero éstas fueron raptadas por Cástor y Pólux. Tras pelear, Cástor y Linceo murieron y Zeus abatió a Idas con su rayo. Según algunos autores, el autor de la muerte de Idas fue Pólux.[7]

- En la otra, los cuatro primos habían participado en una expedición conjunta de robo de ganado en Arcadia. Para repartir el botín, Idas mató un buey y lo dividió en cuatro partes; el que acabase antes de comer su parte se quedaría con la mitad del botín y el que lo acabase segundo se quedaría con el resto. Idas se comió inmediatamente su parte y también se tragó la de su hermano Linceo, con lo que los dos hermanos se quedaron con todo el botín. Cástor y Pólux, para vengarse, tendieron a sus primos una emboscada. Linceo, sin embargo, descubrió a Cástor escondido y lo advirtió a Idas, que lo mató con su lanza. Pólux consiguió matar a Linceo pero Idas derribó a Pólux con una piedra y en este punto intervino Zeus para matar a Idas con su rayo.[8]